# Коппербелт
Коппербелт (англ. Copperbelt Province) — одна из 10 провинций Замбии. Административный центр — город Ндола.

## География
Площадь провинции составляет 31 328 км². Граничит с Демократической Республикой Конго (на севере и северо-востоке), а также с Центральной провинцией Замбии (на юге) и Северо-Западной провинцией (на западе). Главные города провинции: Китве-Нкана, Ндола, Муфулира, Луаншья и Чингола.

## Население
По данным на 2010 год население провинции составляет 1 972 317 человек.

## Административное деление

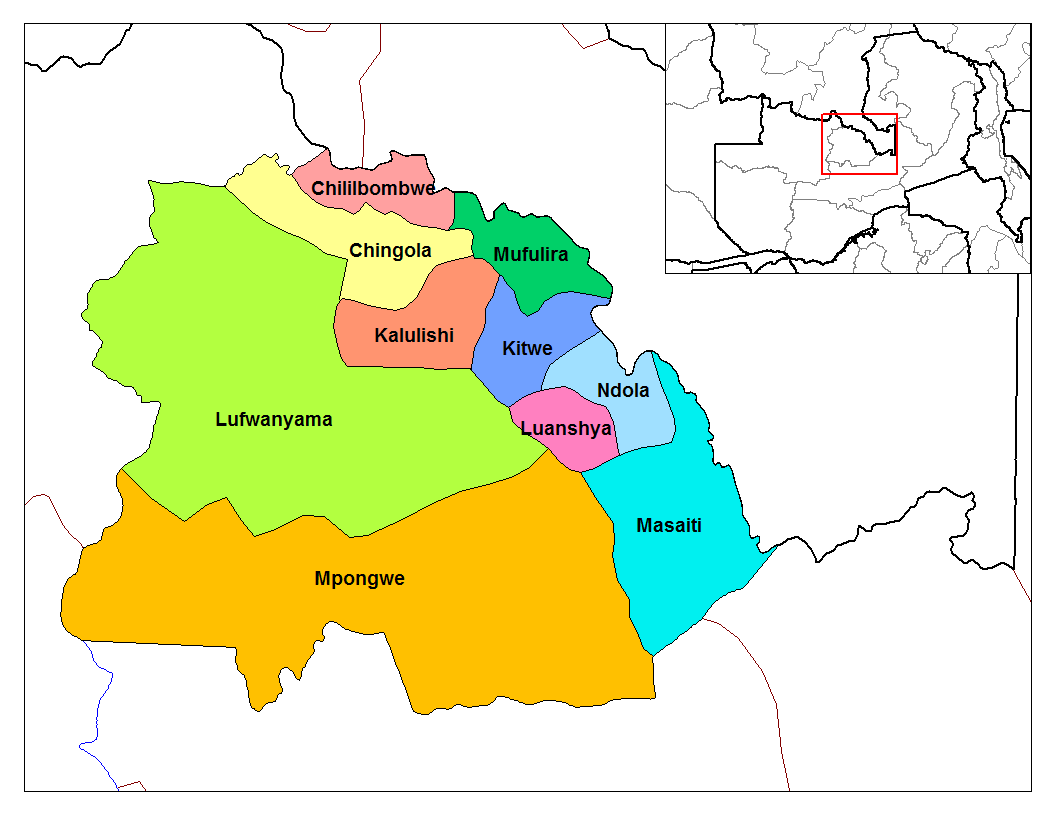
Карта районов провинции

В административном отношении делится на 10 районов:
- Калулуши
- Китве
- Луаншья
- Луфаньяма
- Масаити
- Мпонгве
- Муфулира
- Ндола
- Чилилабомбве
- Чингола

## Экономика
Составляла основу экономики Северной Родезии во времена британского колониального правления и являлась надеждой сразу после обретения независимости, однако её экономическая значимость серьёзно пострадала из-за падения мировых цен на медь в 1973 и национализации медных рудников правительством Кеннета Каунды. Коппербелт примыкает к провинции Катанга Демократической Республики Конго, которая также богата полезными ископаемыми. Занимает богатый полезными ископаемыми Меденосный пояс Центральной Африки и сельскохозяйственные области на юге.
Имеется автомобильное и железнодорожное сообщение с конголезским Лубумбаши.